# Therates vietnamensis
Therates vietnamensis (лат.) — вид жуков-скакунов рода Therates из семейства жужелицы (Carabidae).

## Распространение
Вьетнам (Cao Bang, Vinh Phuc, Nin Binh, Tuyen Quang, Quang Binh).

## Описание
Длина от 6,3 до 8,7 мм. Тело с металлическим блеском. От близких видов отличается сочетанием короткой плечевой лунки и остроугольной центральной точки. Голова блестящая зеленовато-чёрная. Мандибулы желтоватые, зубцы по краю буроватые. Верхняя губа одинаковой ширины и длины, затемнённая, с шестью вершинными зубцами и одним боковым зубцом. Губные и максиллярные щупики желтоватые. Наличник голый. Лоб гладкий. Переднеспинка блестящая зеленовато-чёрная, длиннее своей ширины, сужена спереди и сзади. Надкрылья блестящие чёрные с коричневато-жёлтыми отметинами. Брюшная сторона чёрная, вентриты частично буроватые. Ноги желтоватые, голени и лапки несколько затемнены дистально. Длина эдеагуса 1,8 мм.